# John Morrow (Geistlicher)

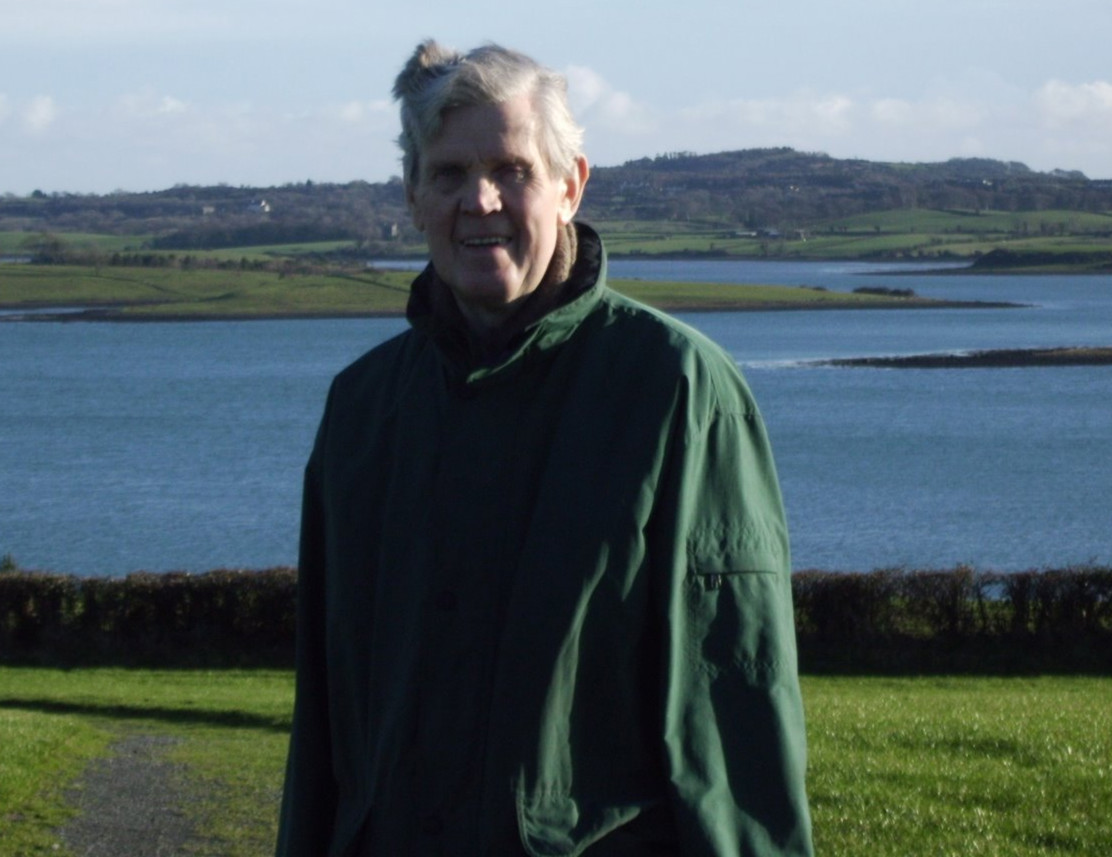
John Morrow

John Morrow (* 28. Juni 1931 nahe Belfast; † 1. Januar 2009 in Belfast) war ein nordirischer Pfarrer der Presbyterianischen Kirche Nordirlands. Er gehörte zu den Gründern der Corrymeela Community.

## Leben
Aufgewachsen auf einem Bauernhof in der Nähe von Belfast, studierte Morrow zunächst Agrarwissenschaften an der Queen’s University of Belfast. Später nahm er das Studium der Theologie in Belfast und Edinburgh auf. Während seiner Zeit in Schottland wurde er 1958 Mitglied der Iona Community, welches er bis 1971 blieb. Aus seiner Mitgliedschaft in der Iona Community heraus wurde er 1965 Gründungsmitglied der Corrymeela Community und war von 1979 bis 1993 deren Leiter.
Morrow war Pfarrer in verschiedenen Gemeinden in Nordirland und Edinburgh sowie University Chaplain (Pfarrer an der Universität) in Glasgow, Dublin und Belfast.
Von 1993 bis 2002 unterrichtete Morrow an der Irish School of Ecumenics in Dublin.

## Auszeichnungen
- 2006 – Doctor of Letters (DLitt) der University of Ulster[1]